# Schela (Gorj)
Pour les articles homonymes, voir Schela.
Schela est une commune roumaine située dans le județ de Gorj.